# Бінод Біхарі Мукерджі
Бінод Біхарі Мукерджі (*বিনোদ বিহারী মুখার্জি, 7 лютого 1904 —11 листопада 1980) — індійський художник, один із засновників сучасного індійського малярства.

## Життєпис
Народився у1904 році у м. Бехала (сьогодні частина Колкати). Тут отримав середню освіту. У 1919 році поступив до університету Вішва Бхараті (м. Шантінікетан), факультету мистецтв (Кала Бхавана). Після його закінчення у 1925 році влаштовується викладачем в цьому ж факультеті. У 1937 році провів декілька місяців в Японії, навчаючись тамтешньому живопису.
У 1949 році приймає пропозицію стати директором Державного музею Непалу у Катманду. У 1951–1952 роках викладав в університеті Ванастхалі Від'япітх (Раджастхан). У 1952 році засновує школу мистецтв у м.Масурі. У 1956 році внаслідок хвороби очей остаточно втратив зір. Тим не менш у 1958 році став знову викладати на факультеті Кала Бхавана, а потім очолює його. У 1979 році виходить зібрання його робіт. Помер у 1980 році.

## Творчість
У картинах Мукерджи відображено поєднання західного мистецтва з традиціями Сходу. Тут помітні раджпутський та могольський стиль, вплив китайського та японського традиційного живопису. Практично усі роботи художника увійшли до зібрання «Чітракар».